# Festival Internacional do Novo Cinema Latino-Americano de Havana
O Festival Internacional do Novo Cinema Latino-Americano de Havana (em espanhol: Festival Internacional del Nuevo Cine Latinoamericano de La Habana), mais conhecido como Festival de Havana, é um evento anual competitivo dedicado ao cinema latino-americano, cujo principal prêmio é o Gran Premio Coral - símbolo dos grandes arrecifes de coral que povoam o mar do Caribe. O festival é realizado anualmente no mês de dezembro, na cidade de Havana, Cuba.
Para a primeira edição do festival, iniciada no dia 3 de dezembro de 1979, foram convocados mais de 600 cineastas da América Latina e Caribe, através do ICAIC (Instituto Cubano del Arte e Industria Cinematográficos). 
Segundo o site oficial do evento, o Festival se propõe a reconhecer e difundir as obras cinematográficas que contribuam, a partir da sua significação e seus valores artísticos, ao enriquecimento e à reafirmação da identidade cultural da América Latina e Caribe. Mas, a cada edição, a programação também inclui uma ampla e representativa mostra de filmes contemporâneos provenientes do resto do mundo. 

## Prêmios
As obras em competição pelos prêmios Coral constituem uma seleção da mais recente produção temática da América Latina e integram "Seção Oficial de Obras em Concurso". As produções concorrem nas seguintes categorias:
- Longa-metragem de ficção
- Curta-metragem de ficção
- Documentários
- Animação
- Primeiro trabalho (Ópera Prima)
- Roteiro inédito
- Cartaz cinematográfico
- Outros prêmios, incluindo um prêmio da FIPRESCI

## Grand Coral - Primeiro prêmio
| Ano  | Título Original                   | Diretor                                  | País de Origem |
| ---- | --------------------------------- | ---------------------------------------- | -------------- |
| 1979 | Coronel Delmiro Gouveia           | Geraldo Sarno                            | Brasil         |
| 1979 | Maluala                           | Sergio Giral                             | Cuba           |
| 1980 | Gaijin - Os Caminhos da Liberdade | Tizuka Yamasaki                          | Brasil         |
| 1981 | Eles Não Usam Black-Tie           | Leon Hirszman                            | Brasil         |
| 1982 | Tiempo de Revancha                | Adolfo Aristarain                        | Argentina      |
| 1983 | Hasta cierto punto                | Tomás Gutiérrez Alea                     | Cuba           |
| 1984 | Memórias do Cárcere               | Nelson Pereira dos Santos                | Brasil         |
| 1985 | Frida, naturaleza viva            | Paul Leduc                               | México         |
| 1985 | El exilio de Gardel: Tangos       | Fernando Solanas                         | Argentina      |
| 1986 | A Hora da Estrela                 | Suzana Amaral                            | Brasil         |
| 1987 | La película del rey               | Carlos Sorín                             | Argentina      |
| 1988 | Sur                               | Fernando Solanas                         | Argentina      |
| 1989 | Últimas imágenes del naufragio    | Eliseo Subiela                           | Argentina      |
| 1990 | Hello Hemingway                   | Fernando Pérez                           | Cuba           |
| 1991 | Jericó                            | Luis Alberto Lamata                      | Venezuela      |
| 1992 | La tarea prohibida                | Jaime Humberto Hermosillo                | México         |
| 1993 | Fresa y chocolate                 | Tomás Gutiérrez Alea e Juan Carlos Tabío | Cuba           |
| 1994 | Principio y fin                   | Arturo Ripstein                          | México         |
| 1995 | El callejón de los milagros       | Jorge Fons                               | México         |
| 1996 | Profundo Carmesí                  | Arturo Ripstein                          | México         |
| 1997 | Martín (Hache)                    | Adolfo Aristarain                        | Argentina      |
| 1998 | La Vida es Silbar                 | Fernando Pérez                           | Cuba           |
| 1999 | Garage Olimpo                     | Marco Bechis                             | Argentina      |
| 2000 | Eu Tu Eles                        | Andrucha Waddington                      | Brasil         |
| 2001 | La Ciénaga                        | Lucrecia Martel                          | Argentina      |
| 2001 | 90 Millas                         | Juan Carlos Zaldivar                     | Estados Unidos |
| 2002 | Cidade de Deus                    | Fernando Meirelles e Kátia Lund          | Brasil         |
| 2002 | Tan de repente                    | Diego Lerman                             | Argentina      |
| 2003 | Suite Habana                      | Fernando Pérez                           | Cuba           |
| 2004 | Whisky                            | Juan Pablo Rebella e Pablo Stoll         | Uruguai        |
| 2005 | Iluminados por el fuego           | Tristán Bauer                            | Argentina      |
| 2006 | O Céu de Suely                    | Karim Aïnouz                             | Brasil         |
| 2007 | Stellet Lijcht                    | Carlos Reygadas                          | México         |
| 2008 | Tony Manero                       | Pablo Larraín                            | Chile          |
| 2009 | La Teta Asustada                  | Claudia Llosa                            | Peru           |
| 2010 | La vida útil                      | Federico Veiroj                          | Uruguai        |
| 2011 | El Infierno                       | Luis Estrada                             | México         |
| 2012 | NO                                | Pablo Larraín                            | Chile          |
| 2013 | Heli                              | Amat Escalante                           | México         |
| 2014 | Conducta                          | Ernesto Daranas                          | Cuba           |
| 2015 | El club                           | Pablo Larraín                            | Chile          |
| 2016 | Desierto                          | Jonás Cuarón                             | México         |
| 2017 | Alanis                            | Anahí Berneri                            | Argentina      |
| 2018 | Pájaros de verano                 | Ciro Guerra e Cristina Gallego           | Colômbia       |
| 2019 | Los sonámbulos                    | Paula Hernández                          | Argentina      |
| 2021 | Pacificado                        | Paxton Winters                           | Brasil         |
| 2022 | El gran movimiento                | Kiro Russo                               | Bolívia        |
| 2023 | Tótem                             | Lila Avilés                              | México         |
| 2024 | La cocina                         | Alonso Ruizpalacios                      | México         |